# 迈克·莱斯克
迈克·莱斯克（英語：Mike Lesk, 1945年—）是一位美国计算机科学家。

## 生平
20世纪60年代，迈克·莱斯克致力于SMART信息检索系统，编写了它的大部分检索代码，并进行了许多与其相关的尝试。他还在哈佛大学的化学物理系获得了一个博士学位。在1970年至1984年，莱斯克在贝尔实验室那个曾开发Unix的小组里工作。他编写了许多Unix实用程序，例如文字处理工具（为troff开发的tbl，refer，以及标准ms宏包），编译工具（Lex），网络实用程序（UUCP）。他最为知名的贡献是可移植I/O库（C语言中stdio.h的前身）的编写。他对C语言预处理器的开发同样有着极大的贡献。在1984年，他在贝尔通讯研究公司就职，并管理着计算机研究小组。他负责开发特定的信息系统应用，其中大部分与地形（驾驶指向）和字典（消除上下文中词语二义性）相关。20世纪90年代，莱斯克投入到了CORE项目（一个大型的化学信息系统）的开发。项目参与的机构包括康奈尔大学，在线计算机图书馆中心，美国化学学会以及美国化学文摘服务社。在1998年至2002年，莱斯克领导着美国国家科学基金会的信息与智能系统部门，负责监管国家科学基金会初始数字图书馆的第二阶段。现在，他供职于罗格斯大学通讯信息学院的图书馆与信息科学系。

## 荣誉
莱斯克因他所取得的毕生成就于1994年获得了USENIX授予的火焰奖。他还是美国计算机协会的一名成员，并在2005年当选美国国家工程院院士。